# 8311 Zhangdaning
8311 Zhangdaning (1996 TV1) là một tiểu hành tinh vành đai chính được phát hiện ngày 3 tháng 10 năm 1996 bởi Chương trình tiểu hành tinh Bắc Kinh Schmidt CCD ở Xinglong.